# كاو شنغ
كاو شنغ هو لاعب كرة قدم صيني في مركز الوسط، ولد في 26 فبراير 1995 في ووهان في الصين. لعب مع S.C.U. Torreense ‏.

## وصلات خارجية
- كاو شنغ على موقع قاعدة بيانات كرة القدم.إي يو (الإنجليزية)
- كاو شنغ على موقع Soccerway.com (الإنجليزية)